# (36647) 2000 QD192
2000 QD192 (asteroide 36647) é um asteroide da cintura principal. Possui uma excentricidade de 0.10954910 e uma inclinação de 11.44317º.
Este asteroide foi descoberto no dia 26 de agosto de 2000 por LINEAR em Socorro.